# Портрет Александра Дмитриевича Балашова
«Портрет Александра Дмитриевича Балашова» — картина Джорджа Доу и его мастерской из Военной галереи Зимнего дворца.
Картина представляет собой погрудный портрет генерал-лейтенанта Александра Дмитриевича Балашова из состава Военной галереи Зимнего дворца.
Во время Отечественной войны 1812 года генерал-лейтенант Балашов состоял при императоре Александре I и занимался организацией ополчения. Во время Заграничных походов участвовал в боях в Пруссии, Саксонии и Италии, выполнял дипломатические поручения.
Изображён в генерал-адъютантском мундире образца 1815 года, на эполетах вензель Александра I. Слева на груди свитский аксельбант; на шее крест ордена Св. Анны 1-й степени; справа на груди серебряная медаль «В память Отечественной войны 1812 года» на Андреевской ленте и бронзовая дворянская медаль «В память Отечественной войны 1812 года» на Владимирской ленте, кресты прусского ордена Красного орла 3-й степени, баварского Военного ордена Максимилиана Иосифа 3-й степени, баденских орденов Верности и Церингенского льва. Слева чуть ниже эполета трудноразличимая подпись художника: G Dawe RA pinxt ad vivum. Подпись на раме: А. Д. Балашовъ, Генералъ Лейтенантъ.
Несмотря на то, что 7 августа 1820 года Комитетом Главного Штаба по аттестации Балашов был включён в список «генералов, заслуживающих быть написанными в галерею», решение о написании его портрета было принято раньше этой даты, поскольку уже 17 декабря 1819 года Доу была выплачена первая часть гонорара и 10 марта 1820 года он получил оставшиеся деньги. Портрет был готов не позже осени 1822 года, поскольку в Лондоне фирмой Messrs Colnaghi по заказу петербургского книготорговца С. Флорана с него была снята гравюра Г. Доу с подписной датой 1 января 1823 года. Портрет принят в Эрмитаж 7 сентября 1825 года.
В 1848 году в мастерской Карла Края по рисунку И. А. Клюквина с портрета была сделана датированная литография, опубликованная в книге «Император Александр I и его сподвижники» и впоследствии неоднократно репродуцированная.